# 沙里-巴吉尔米区

沙里-巴吉爾米區（阿拉伯语：منطقة كانم）是乍得的一個大區，位於該國西部、首都恩賈梅納東南郊區，西隔沙里河-洛貢河與喀麥隆相望。首府馬塞尼亞。下分三省巴吉尔米、沙里、卢沙里:6。省名因沙里河和昔日以當地為基地的巴吉爾米王國而得名。

## 歷史
該地區是巴吉爾米蘇丹國的歷史核心地帶，蘇丹國自15世紀晚期至19世紀晚期以馬塞尼亞為首都統治了該地區的大部分。

## 地理
該地區北鄰哈傑爾-拉密區，東接蓋拉區，東南鄰中沙里區，南接坦吉萊區，西鄰東凱比河區、恩賈梅納及喀麥隆。沙里河流經該地區的西部和南部。

### 聚居地
馬塞尼亞是地區首府；其他主要聚居地包括巴伊利、博戈莫羅、布索、杜爾巴利、昆杜爾、拉盧米亞、利尼亞、邁艾徹、曼德利亞及莫戈。

## 人口統計
根據2009年人口普查，該地區總人口為621,785人，其中女性占50.30%。2009年平均每戶人口為5.40人；農村和城市地區的平均每戶人口均為5.40人。總戶數為115,118戶，其中農村地區有102,322戶，城市地區有12,796戶。該地區的遊牧人口為31,205人，占總人口的8%。居住在私人住戶中的人口為620,126人。18歲以上的人口為267,256人，其中男性129,272人，女性137,984人。性別比為每100名男性對99名女性。該地區有590,580名定居居民，占總人口的5.50%。
該地區的主要民族語言群體包括查德阿拉伯人（通常說查德阿拉伯語）、巴吉爾米語、富拉語、加丹語、卡努里語、廣語、拉格萬語、馬傑拉語、姆巴拉語、姆瑟語、恩丹語及薩魯阿語。

## 行政區劃
沙里-巴吉爾米地區分為三個省：巴吉爾米省（首府為馬塞尼亞）、沙里省（首府為曼德利亞）及盧格沙里省（首府為布索）。2003年2月，作為去中央化的一部分，該國行政上被劃分為區、省、自治市及鄉村社區。原有的14個省重新劃分為17個地區。這些地區由總統任命的地區長官管理。最初負責14個省的長官仍保留頭銜，並負責管理每個地區的小型省份。地方議會成員每六年選舉一次，而執行機構每三年選舉一次。 截至2016年，查德共有23個地區，根據人口及行政便利進行劃分。

## 另見
- 巴吉爾米王國